# 작은 마녀 노베타
작은 마녀 노베타(Little Witch Nobeta, 리틀 위치 노베타)는 푸푸야 게임스(Pupuya Games)에서 개발하고 JUSTDAN에서 배급한 2022 소울라이크 3D 액션 슈팅 게임이다.

## 게임플레이
작은 마녀 노베타는 1인용 소울라이크 3인칭 3D 액션 슈팅 게임이다. 플레이어는 기억을 되찾기 위해 고대 성을 탐험하는 기억 상실증 마녀 노베타를 조종한다.
게임 플레이는 게임 전반에 걸쳐 획득하고 업그레이드하는 다양한 주문을 사용하는 대부분의 원거리 전투로 구성된다. 플레이어는 진행하면서 다양한 보스와 싸우고 성의 새로운 영역을 잠금 해제한다. 이 게임에는 "표준"과 "고급"의 두 가지 난이도 옵션이 있으며 전자는 더 관대하고 체력과 마나 재생을 추가한다.

## 개발
작은 마녀 노베타는 대만 인디 게임 개발사 푸푸야 게임즈와 사이먼 크리에이티브가 공동으로 개발한 게임이다. 개발은 2017년 6월에 시작되었고, 2019년 1월에 한 명의 보스가 있는 단일 스테이지를 특징으로 하는 초기 데모가 출시되었다. 그런 다음 게임은 2020년 6월 스팀에서 얼리 액세스에 진입했으며 2022년 9월 29일 정식 버전이 출시될 때까지 개발이 계속되었다. 플레이스테이션 4 및 닌텐도 스위치 버전은 2023년 3월 7일 북미와 유럽의 아이디어 팩토리 인터내셔널(Idea Factory International)에서 출시되었다.
게임의 오디오는 일본어로 제공되며 영어 자막이 제공된다. 노베타의 성우는 코하라 코노미이며 세 명의 주요 보스는 모두 인기있는 버츄얼 유튜버의 성우이다.